# Bradia
Bradia (en àrab برادية, Brādiya; en amazic ⴱⵔⴰⴷⵢⴰ) és una comuna rural de la província de Fquih Ben Salah, a la regió de Béni Mellal-Khénifra, al Marroc. Segons el cens de 2014 tenia una població total de 40.685 persones.